# صموئيل وارد (لاعب هوكي الحقل)
صموئيل وارد (بالإنجليزية: Samuel Ward) هو لاعب هوكي الحقل بريطاني، ولد في 24 ديسمبر 1990 في ليستر في المملكة المتحدة.

## روابط خارجية
- صموئيل وارد على موقع الاتحاد الدولي للهوكي (الإنجليزية)
- صموئيل وارد على موقع اللجنة الأولمبية الدولية (الإنجليزية)
- صموئيل وارد على موقع أوليمبيديا (الإنجليزية)
- صموئيل وارد على موقع اللجنة الأولمبية البريطانية (الإنجليزية)